# Hińczowy Zwornik
Hińczowy Zwornik (niem. Hinzenseekoppe, słow. Hincova kopa, węg. Hincó-tavi-púp, ok. 2360 m) – zwornikowy szczyt w Wołowym Grzbiecie (Volí chrbát) w Tatrach Wysokich. Znajduje się w głównej grani Tatr na granicy polsko-słowackiej pomiędzy Hińczową Przehybą (Vyšná Hincova priehyba, ok. 2345 m) a Wołową Przehybą (Nižná Hincova priehyba, ok. 2350 m).
Hińczowy Zwornik ma prawie poziomą grań szczytową o długości około 150 m. Punkt zwornikowy znajduje się w jej zachodniej części. Odgałęzia się od niego na południe grań Wołowca Mięguszowieckiego (Mengusovský Volovec, 2227 m), oddzielona Wołowcową Przełęczą (Volovcove sedlo, 2180 m). Szczyt długo był bezimienny. Po raz pierwszy w środowisku taterników pojawiła się nazwa Hińczowe Czuby w 1953 r., jednak bez precyzyjnego określenia granic. Przewodnik taternicki Witolda Henryka Paryskiego z 1967 r. nic o tym szczycie nie wspomina. Ponownie Hińczowe Czuby pojawiły się na wojskowej mapie z 1984 r. Po raz pierwszy dokładniej szczyt ten opisał dopiero słowacki taternik i tatrolog Arno Puškáš w 1981 r. Nie dostrzegł jednak jego zwornikowego charakteru i nadał mu nazwę Hincova kopa. Po raz pierwszy zwornikowość opisał dopiero Władysław Cywiński w 2006 r. w 12 tomie przewodnika Tatry. Obiektom w Wołowym Grzbiecie nadał polskie nazwy będące tłumaczeniem nazw nadanych przez Arno Puškáša. Dla szczytu Hincova kopa uczynił jednak wyjątek i zmienił jego nazwę na Hińczowy Zwornik.
Dla polskich taterników Hińczowy Zwornik znajduje się w odległym i rzadko odwiedzanym zakątku Doliny Rybiego Potoku. Od słowackiej strony wznosi się nad Wołową Kotlinką i Doliną Hińczową i jest tylko prawie poziomym odcinkiem grani o piarżystych stokach. Tymczasem Hińczowy Zwornik ma całkiem wybitną północno-wschodnią ścianę z obydwu stron ograniczoną kominami. Jeden z nich opada spod Małej Wołowej Szczerbiny, drugi spod Hińczowej Turni. Obydwa w dolnej części są głęboko wcięte. Ściana ma wysokość ponad 200 m i podobną szerokość. Jej dolna część zbudowana jest z gładkich płyt, górna jest łatwiejsza i dość silnie poprzerastana trawkami.

## Taternictwo
Pierwsze odnotowane wejścieprawdopodobnie Katherine Bröske, Simon Häberlein, 11 września 1905 r.
Drogi wspinaczkowe
1. Północno-wschodnią ścianą; V w skali UIAA, czas przejścia od podstawy ściany 3 godz. Trudne są tylko dwa pierwsze wyciągi,
2. Południowo-wschodnim zboczem; 0+. czas przejścia z najwyższego piętra Wołowej Kotlinki 30 min,
3. Południową granią z Wołowcowej Przełęczy; 30 min. Grań jest łatwo osiągalna z obydwu stroń. Jej południową część trawersuje Ścieżka Obejściowa[2].

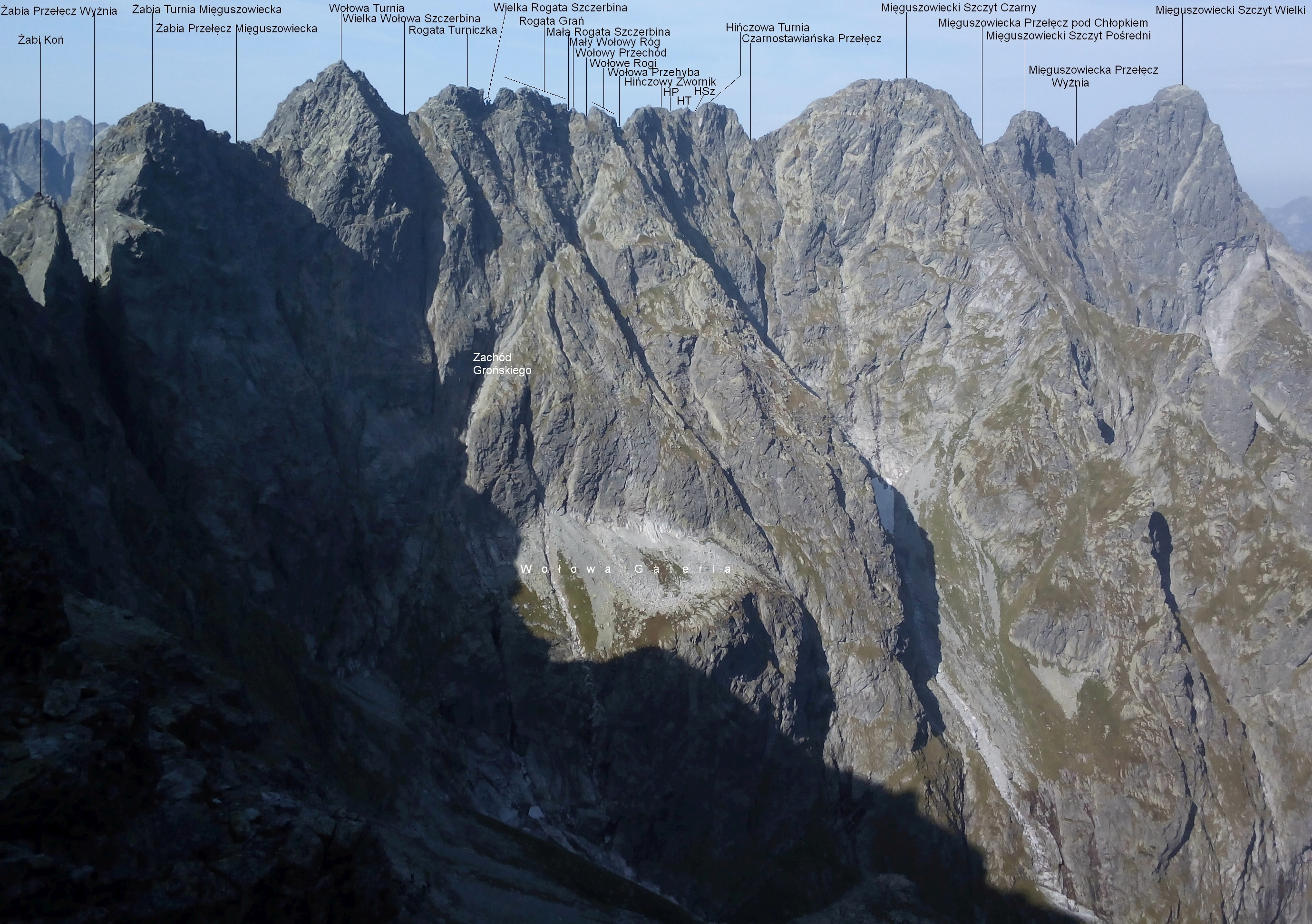
Widok z Niżnich Rysów
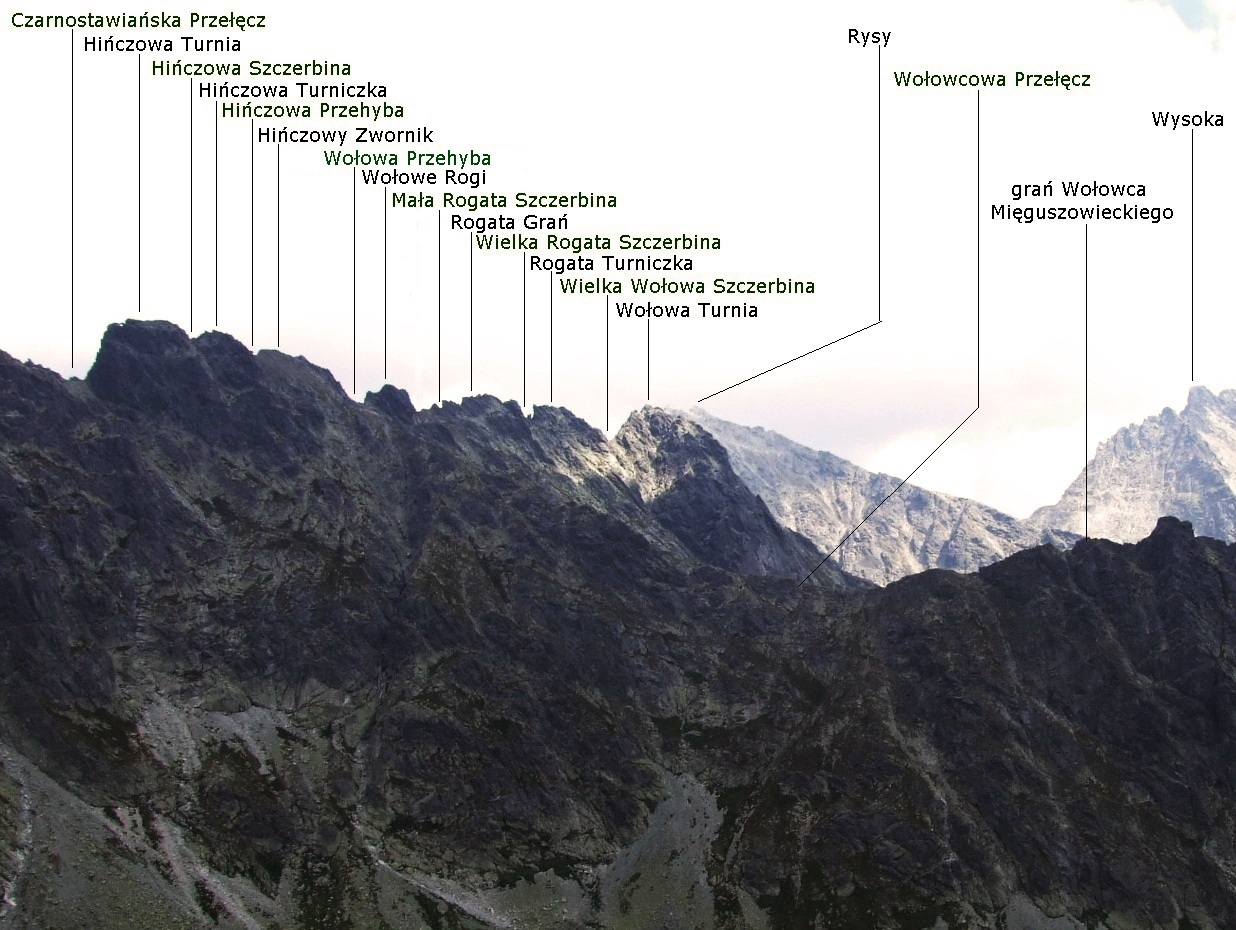
Widok z Wyżniej Koprowej Przełęczy